# Tour d'Algérie 2016
Le Tour d'Algérie 2016 (Grand Tour d'Algérie cycliste) a lieu du 4 au 28 mars 2016, sur un parcours de 2 723 kilomètres d'Alger à Blida. Cette édition est la 23e de l'histoire de cette course cycliste, et fut remportée par Luca Wackermann.

## Présentation

### Parcours
La course se dispute sur un circuit découpé en cinq étapes allant d'Alger vers Blida pour une distance totale de 2 723 kilomètres. Les autres villes-étape sont Annaba, Constantine, et Sétif.

## Étapes
| Étape     | Date    | Villes étapes                        |                   | Distance (km)    | Vainqueur d’étape   | Leader du classement général |
| --------- | ------- | ------------------------------------ | ----------------- | ---------------- | ------------------- | ---------------------------- |
| 1re étape | 4 mars  | Circuit international d'Alger        | Étape vallonnée   | 105              | Jesús Alberto Rubio | Jesús Alberto Rubio          |
| 2e étape  | 5 mars  | Zeralda - Blida - Ain-Defla          | Étape vallonnée   | 120              | Tomas Vaitkus       | Pays inconnu                 |
| 3e étape  | 6 mars  | Oran - Mostaganem - Oran             | Étape vallonnée   | 144              | Luca Wackermann     | Pays inconnu                 |
| 4e étape  | 7 mars  | Oran - Ain Temouchent - Santa Cruz   | Étape vallonnée   | 130              | Luca Wackermann     | Luca Wackermann              |
| 5e étape  | 8 mars  | Grand Prix d'Oran                    | Étape de plaine   | 120              | Tomas Vaitkus       | Pays inconnu                 |
|           | 9 mars  | Blida                                | Jour de repos     | Journée de repos | Journée de repos    | Journée de repos             |
| 6e étape  | 10 mars | Blida - Tipaza - Blida               | Étape vallonnée   | 107              | Luca Wackermann     | Pays inconnu                 |
| 7e étape  | 11 mars | Blida - Djebabra - Mouzaia           | Étape de montagne | 130.6            | Adil Barbari        | Pays inconnu                 |
| 8e étape  | 12 mars | Zeralda - Tipaza - Chrea             | Étape de montagne | 124              | Luca Wackermann     | Pays inconnu                 |
| 9e étape  | 13 mars | Blida - Médéa - Bouira               | Étape de montagne | 137              | Tomas Vaitkus       | Pays inconnu                 |
| 10e étape | 14 mars | Sétif - Bougaa - Sétif               | Étape vallonnée   | 123              | Essaïd Abelouache   | Pays inconnu                 |
| 11e étape | 15 mars | Sétif - Ain Azel - Sétif             | Étape vallonnée   | 149              | Adil Barbari        | Pays inconnu                 |
| 12e étape | 16 mars | Sétif - Dehamcha - Sétif             | Étape vallonnée   | 110              | Tomas Vaitkus       | Pays inconnu                 |
| 13e étape | 17 mars | Critérium international de Sétif     | Étape de plaine   | 81,2             | Adil Barbari        | Pays inconnu                 |
|           | 18 mars | Annaba                               | Jour de repos     | Journée de repos | Journée de repos    | Journée de repos             |
| 14e étape | 19 mars | Annaba - Echatt - Annaba             | Étape vallonnée   | 110              | Adil Barbari        | Pays inconnu                 |
| 15e étape | 20 mars | Annaba - Guelma - Annaba             | Étape vallonnée   | 149              | Luca Wackermann     | Pays inconnu                 |
| 16e étape | 21 mars | Annaba - Chetaibi - Berrahal         | Étape vallonnée   | 129              | Adil Barbari        | Pays inconnu                 |
| 17e étape | 22 mars | Annaba - Berrahal - Seraidi          | Étape de montagne | 119              | Essaïd Abelouache   | Pays inconnu                 |
| 18e étape | 23 mars | Berrahal - Constantine               | Étape de montagne | 117              | Adil Barbari        | Pays inconnu                 |
| 19e étape | 24 mars | Maison Blanche - Constantine         | Étape vallonnée   | 157              | Jesús Alberto Rubio | Pays inconnu                 |
| 20e étape | 25 mars | Didouche Mourad - Constantine        | Étape vallonnée   | 132              | Adil Barbari        | Pays inconnu                 |
| 21e étape | 26 mars | Circuit international de Constantine | Étape vallonnée   | 105              | Joseph Areruya      | Pays inconnu                 |
|           | 27 mars | Blida                                | Jour de repos     | Journée de repos | Journée de repos    | Journée de repos             |
| 22e étape | 28 mars | Critérium international d'Alger      | Étape de plaine   | 100              | Nassim Saidi        | Luca Wackermann              |

## Déroulement de la course

### Circuit international d'Alger
| Classement général | Classement général      | Classement général | Classement général   | Classement général |
|                    | Coureur                 | Pays               | Équipe               | Temps              |
| ------------------ | ----------------------- | ------------------ | -------------------- | ------------------ |
| 1er                | Jesús Alberto Rubio     | Espagne            | Al Nasr Dubaï        | en 2 h 28 min 33 s |
| 2e                 | Abderrahmane Bechlaghem | Algérie            | Équipe d'Algérie     | + 6 s              |
| 3e                 | Luca Wackermann         | Italie             | Al Nasr Dubaï        | m.t                |
| 4e                 | Nassim Saidi            | Algérie            | Équipe d'Algérie     | m.t                |
| 5e                 | Elias Afewerki          | Érythrée           | Équipe d'Érythrée    | m.t                |
| 6e                 | Joseph Areruya          | Rwanda             | Équipe du Rwanda     | m.t                |
| 7e                 | Darijus Džervus         | Lituanie           | Staki-Baltik Vairas  | m.t                |
| 8e                 | Andreas Keuser          | Allemagne          | Massi-Kuwait Project | + 10 s             |
| 9e                 | Aron Debretsion         | Érythrée           | Équipe d'Érythrée    | + 11 s             |
| 10e                | Essaïd Abelouache       | Maroc              | Al Nasr Dubaï        | + 14 s             |
| modifier           |                         |                    |                      |                    |

### Tour international d'Oranie

#### 1reétape
| Classement de l'étape | Classement de l'étape | Classement de l'étape | Classement de l'étape | Classement de l'étape |
|                       | Coureur               | Pays                  | Équipe                | Temps                 |
| --------------------- | --------------------- | --------------------- | --------------------- | --------------------- |
| 1er                   | Tomas Vaitkus         | Lituanie              | Al Nasr Dubaï         | en 3 h 21 min 6 s     |
| 2e                    | Nassim Saidi          | Algérie               | Équipe d'Algérie      | m.t                   |
| 3e                    | Tesfom Okubamariam    | Érythrée              | Équipe d'Érythrée     | m.t                   |
| 4e                    | Ali Nouisri           | Tunisie               | Équipe de Tunisie     | m.t                   |
| 5e                    | Airidas Videika       | Lituanie              | Staki-Baltik Vairas   | + 32 s                |
| 6e                    | Luca Wackermann       | Italie                | Al Nasr Dubaï         | m.t                   |
| 7e                    | Abdellah Benyoucef    | Algérie               | Cevital               | m.t                   |
| 8e                    | Essaïd Abelouache     | Maroc                 | Al Nasr Dubaï         | m.t                   |
| 9e                    | Jesús Alberto Rubio   | Espagne               | Al Nasr Dubaï         | m.t                   |
| 10e                   | Darijus Džervus       | Lituanie              | Staki-Baltik Vairas   | m.t                   |
| modifier              |                       |                       |                       |                       |

| Classement général | Classement général  | Classement général | Classement général  | Classement général |
|                    | Coureur             | Pays               | Équipe              | Temps              |
| ------------------ | ------------------- | ------------------ | ------------------- | ------------------ |
| 1er                | Tomas Vaitkus       | Lituanie           | Al Nasr Dubaï       | en 3 h 21 min 6 s  |
| 2e                 | Nassim Saidi        | Algérie            | Équipe d'Algérie    | m.t                |
| 3e                 | Tesfom Okubamariam  | Érythrée           | Équipe d'Érythrée   | m.t                |
| 4e                 | Ali Nouisri         | Tunisie            | Équipe de Tunisie   | m.t                |
| 5e                 | Airidas Videika     | Lituanie           | Staki-Baltik Vairas | + 32 s             |
| 6e                 | Luca Wackermann     | Italie             | Al Nasr Dubaï       | m.t                |
| 7e                 | Abdellah Benyoucef  | Algérie            | Cevital             | m.t                |
| 8e                 | Essaïd Abelouache   | Maroc              | Al Nasr Dubaï       | m.t                |
| 9e                 | Jesús Alberto Rubio | Espagne            | Al Nasr Dubaï       | m.t                |
| 10e                | Darijus Džervus     | Lituanie           | Staki-Baltik Vairas | m.t                |
| modifier           |                     |                    |                     |                    |

#### 2eétape
| Classement de l'étape | Classement de l'étape | Classement de l'étape | Classement de l'étape | Classement de l'étape |
|                       | Coureur               | Pays                  | Équipe                | Temps                 |
| --------------------- | --------------------- | --------------------- | --------------------- | --------------------- |
| 1er                   | Luca Wackermann       | Italie                | Al Nasr Dubaï         | en 3 h 19 min 9 s     |
| 2e                    | Darijus Džervus       | Lituanie              | Staki-Baltik Vairas   | + 13 s                |
| 3e                    | Essaïd Abelouache     | Maroc                 | Al Nasr Dubaï         | m.t                   |
| 4e                    | Yousif Mirza          | Émirats               | Al Nasr Dubaï         | m.t                   |
| 5e                    | Paulius Šiškevičius   | Lituanie              | Staki-Baltik Vairas   | + 1 min 15 s          |
| 6e                    | Martynas Maniušis     | Lituanie              | Staki-Baltik Vairas   | m.t                   |
| 7e                    | Tomas Vaitkus         | Lituanie              | Al Nasr Dubaï         | m.t                   |
| 8e                    | Abdelbasset Hannachi  | Algérie               | Cevital               | + 1 min 53 s          |
| 9e                    | Ali Nouisri           | Tunisie               | Équipe de Tunisie     | + 2 min 10 s          |
| 10e                   | Yacine Hamza          | Algérie               | Ooredoo               | + 2 min 29 s          |
| modifier              |                       |                       |                       |                       |

| Classement général | Classement général   | Classement général | Classement général  | Classement général |
|                    | Coureur              | Pays               | Équipe              | Temps              |
| ------------------ | -------------------- | ------------------ | ------------------- | ------------------ |
| 1er                | Luca Wackermann      | Italie             | Al Nasr Dubaï       | en 6 h 37 min 47 s |
| 2e                 | Essaïd Abelouache    | Maroc              | Al Nasr Dubaï       | + 13 s             |
| 3e                 | Darijus Džervus      | Lituanie           | Staki-Baltik        | m.t                |
| 4e                 | Yousif Mirza         | Émirats            | Al Nasr Dubaï       | m.t                |
| 5e                 | Tomas Vaitkus        | Lituanie           | Al Nasr Dubaï       | + 43 s             |
| 6e                 | Martynas Maniušis    | Lituanie           | Staki-Baltik Vairas | + 1 min 15 s       |
| 7e                 | Paulius Šiškevičius  | Lituanie           | Staki-Baltik Vairas | m.t                |
| 8e                 | Ali Nouisri          | Tunisie            | Équipe de Tunisie   | + 1 min 38 s       |
| 9e                 | Abdelbasset Hannachi | Algérie            | Cevital             | + 1 min 53 s       |
| 10e                | Yacine Hamza         | Algérie            | Ooredoo             | + 2 min 29 s       |
| modifier           |                      |                    |                     |                    |

#### 3eétape
| Classement de l'étape | Classement de l'étape | Classement de l'étape | Classement de l'étape | Classement de l'étape |
|                       | Coureur               | Pays                  | Équipe                | Temps                 |
| --------------------- | --------------------- | --------------------- | --------------------- | --------------------- |
| 1er                   | Luca Wackermann       | Italie                | Al Nasr Dubaï         | en 3 h 29 min 50 s    |
| 2e                    | Essaïd Abelouache     | Maroc                 | Al Nasr Dubaï         | + 1 min 1 s           |
| 3e                    | Abdelkader Belmokhtar | Algérie               | Cevital               | + 1 min 4 s           |
| 4e                    | Paulius Šiškevičius   | Lituanie              | Staki-Baltik Vairas   | + 2 min 14 s          |
| 5e                    | Tomas Vaitkus         | Lituanie              | Al Nasr Dubaï         | + 2 min 16 s          |
| 6e                    | Tesfom Okubamariam    | Érythrée              | Équipe d'Érythrée     | + 6 min 5 s           |
| 7e                    | Jean-Claude Uwizeye   | Rwanda                | Équipe du Rwanda      | + 8 min 7 s           |
| 8e                    | Million Amanuel       | Érythrée              | Équipe d'Érythrée     | m.t                   |
| 9e                    | Abderrahmane Mansouri | Algérie               | Ooredoo               | m.t                   |
| 10e                   | Patrick Byukusenge    | Rwanda                | Équipe du Rwanda      | m.t                   |
| modifier              |                       |                       |                       |                       |

| Classement général | Classement général    | Classement général | Classement général  | Classement général |
|                    | Coureur               | Pays               | Équipe              | Temps              |
| ------------------ | --------------------- | ------------------ | ------------------- | ------------------ |
| 1er                | Luca Wackermann       | Italie             | Al Nasr Dubaï       | en 10 h 7 min 37 s |
| 2e                 | Essaïd Abelouache     | Maroc              | Al Nasr Dubaï       | + 1 min 14 s       |
| 3e                 | Tomas Vaitkus         | Lituanie           | Al Nasr Dubaï       | + 2 min 59 s       |
| 4e                 | Paulius Šiškevičius   | Lituanie           | Staki-Baltik Vairas | + 3 min 29 s       |
| 5e                 | Ali Nouisri           | Tunisie            | Équipe de Tunisie   | + 11 min 31 s      |
| 6e                 | Martynas Maniušis     | Lituanie           | Staki-Baltik Vairas | + 12 min 24 s      |
| 7e                 | Abderrahmane Mansouri | Algérie            | Ooredoo             | + 14 min 8 s       |
| 8e                 | Elias Afewerki        | Érythrée           | Équipe d'Érythrée   | + 15 min 43 s      |
| 9e                 | Tesfom Okubamariam    | Érythrée           | Équipe d'Érythrée   | + 15 min 56 s      |
| 10e                | Nassim Saidi          | Algérie            | Équipe d'Algérie    | + 19 min 2 s       |
| modifier           |                       |                    |                     |                    |

### Grand Prix d'Oran
| Classement général | Classement général      | Classement général | Classement général  | Classement général |
|                    | Coureur                 | Pays               | Équipe              | Temps              |
| ------------------ | ----------------------- | ------------------ | ------------------- | ------------------ |
| 1er                | Tomas Vaitkus           | Lituanie           | Al Nasr Dubaï       | en 2 h 14 min 33 s |
| 2e                 | Joseph Areruya          | Rwanda             | Équipe du Rwanda    | m.t                |
| 3e                 | Adil Barbari            | Algérie            | Al Nasr Dubaï       | + 1 min 43 s       |
| 4e                 | Abderrahmane Bechlaghem | Algérie            | Équipe d'Algérie    | m.t                |
| 5e                 | Amanuel Tsegay          | Érythrée           | Équipe d'Érythrée   | + 1 min 45 s       |
| 6e                 | Abdelbasset Hannachi    | Algérie            | Cevital             | + 1 min 52 s       |
| 7e                 | Essaïd Abelouache       | Maroc              | Al Nasr Dubaï       | m.t                |
| 8e                 | Airidas Videika         | Lituanie           | Staki-Baltik Vairas | m.t                |
| 9e                 | Darijus Džervus         | Lituanie           | Staki-Baltik Vairas | m.t                |
| 10e                | Tesfom Okubamariam      | Érythrée           | Équipe d'Érythrée   | m.t                |
| modifier           |                         |                    |                     |                    |

### Tour international de Blida

#### 1reétape
| Classement de l'étape | Classement de l'étape | Classement de l'étape | Classement de l'étape | Classement de l'étape |
|                       | Coureur               | Pays                  | Équipe                | Temps                 |
| --------------------- | --------------------- | --------------------- | --------------------- | --------------------- |
| 1er                   | Luca Wackermann       | Italie                | Al Nasr Dubaï         | en 2 h 31 min 7 s     |
| 2e                    | Darijus Džervus       | Lituanie              | Staki-Baltik Vairas   | + 12 s                |
| 3e                    | Essaïd Abelouache     | Maroc                 | Al Nasr Dubaï         | m.t                   |
| 4e                    | Tesfom Okubamariam    | Érythrée              | Équipe d'Érythrée     | m.t                   |
| 5e                    | Abdelkader Belmokhtar | Algérie               | Cevital               | m.t                   |
| 6e                    | Ali Nouisri           | Tunisie               | Équipe de Tunisie     | m.t                   |
| 7e                    | Jesús Alberto Rubio   | Espagne               | Al Nasr Dubaï         | m.t                   |
| 8e                    | Joseph Areruya        | Rwanda                | Équipe du Rwanda      | m.t                   |
| 9e                    | Nabil Baz             | Algérie               | Cevital               | m.t                   |
| 10e                   | Martynas Maniušis     | Lituanie              | Staki-Baltik Vairas   | + 16 s                |
| modifier              |                       |                       |                       |                       |

| Classement général | Classement général    | Classement général | Classement général  | Classement général |
|                    | Coureur               | Pays               | Équipe              | Temps              |
| ------------------ | --------------------- | ------------------ | ------------------- | ------------------ |
| 1er                | Luca Wackermann       | Italie             | Al Nasr Dubaï       | en 2 h 31 min 7 s  |
| 2e                 | Darijus Džervus       | Lituanie           | Staki-Baltik Vairas | + 12 s             |
| 3e                 | Essaïd Abelouache     | Maroc              | Al Nasr Dubaï       | m.t                |
| 4e                 | Tesfom Okubamariam    | Érythrée           | Équipe d'Érythrée   | m.t                |
| 5e                 | Abdelkader Belmokhtar | Algérie            | Cevital             | m.t                |
| 6e                 | Ali Nouisri           | Tunisie            | Équipe de Tunisie   | m.t                |
| 7e                 | Jesús Alberto Rubio   | Espagne            | Al Nasr Dubaï       | m.t                |
| 8e                 | Joseph Areruya        | Rwanda             | Équipe du Rwanda    | m.t                |
| 9e                 | Nabil Baz             | Algérie            | Cevital             | m.t                |
| 10e                | Martynas Maniušis     | Lituanie           | Staki-Baltik Vairas | + 16 s             |
| modifier           |                       |                    |                     |                    |

#### 2eétape
| Classement de l'étape | Classement de l'étape   | Classement de l'étape | Classement de l'étape | Classement de l'étape |
|                       | Coureur                 | Pays                  | Équipe                | Temps                 |
| --------------------- | ----------------------- | --------------------- | --------------------- | --------------------- |
| 1er                   | Adil Barbari            | Algérie               | Al Nasr Dubaï         | en 3 h 22 min 34 s    |
| 2e                    | Aron Debretsion         | Érythrée              | Équipe d'Érythrée     | m.t                   |
| 3e                    | Luca Wackermann         | Italie                | Al Nasr Dubaï         | m.t                   |
| 4e                    | Essaïd Abelouache       | Maroc                 | Al Nasr Dubaï         | + 3 min 40 s          |
| 5e                    | Tesfom Okubamariam      | Érythrée              | Équipe d'Érythrée     | m.t                   |
| 6e                    | Tomas Vaitkus           | Lituanie              | Al Nasr Dubaï         | m.t                   |
| 7e                    | Abderrahmane Bechlaghem | Algérie               | Équipe d'Algérie      | m.t                   |
| 8e                    | Paulius Šiškevičius     | Lituanie              | Staki-Baltik Vairas   | m.t                   |
| 9e                    | Jesús Alberto Rubio     | Espagne               | Al Nasr Dubaï         | m.t                   |
| 10e                   | Joseph Biziyaremye      | Rwanda                | Équipe du Rwanda      | m.t                   |
| modifier              |                         |                       |                       |                       |

| Classement général | Classement général    | Classement général | Classement général  | Classement général |
|                    | Coureur               | Pays               | Équipe              | Temps              |
| ------------------ | --------------------- | ------------------ | ------------------- | ------------------ |
| 1er                | Luca Wackermann       | Italie             | Al Nasr Dubaï       | en 5 h 53 min 41 s |
| 2e                 | Adil Barbari          | Algérie            | Al Nasr Dubaï       | + 2 min 56 s       |
| 3e                 | Aron Debretsion       | Érythrée           | Équipe d'Érythrée   | + 3 min 2 s        |
| 4e                 | Essaïd Abelouache     | Maroc              | Al Nasr Dubaï       | + 3 min 52 s       |
| 5e                 | Tesfom Okubamariam    | Érythrée           | Équipe d'Érythrée   | m.t                |
| 6e                 | Jesús Alberto Rubio   | Espagne            | Al Nasr Dubaï       | m.t                |
| 7e                 | Joseph Areruya        | Rwanda             | Équipe du Rwanda    | m.t                |
| 8e                 | Abdelkader Belmokhtar | Algérie            | Cevital             | m.t                |
| 9e                 | Martynas Maniušis     | Lituanie           | Staki-Baltik Vairas | + 3 min 56 s       |
| 10e                | Paulius Šiškevičius   | Lituanie           | Staki-Baltik Vairas | + 5 min 3 s        |
| modifier           |                       |                    |                     |                    |

#### 3eétape
| Classement de l'étape | Classement de l'étape   | Classement de l'étape | Classement de l'étape | Classement de l'étape |
|                       | Coureur                 | Pays                  | Équipe                | Temps                 |
| --------------------- | ----------------------- | --------------------- | --------------------- | --------------------- |
| 1er                   | Luca Wackermann         | Italie                | Al Nasr Dubaï         | en 3 h 16 min 27 s    |
| 2e                    | Patrick Byukusenge      | Rwanda                | Équipe du Rwanda      | m.t                   |
| 3e                    | Joseph Areruya          | Rwanda                | Équipe du Rwanda      | + 8 s                 |
| 4e                    | Essaïd Abelouache       | Maroc                 | Al Nasr Dubaï         | + 11 s                |
| 5e                    | Abderrahmane Bechlaghem | Algérie               | Équipe d'Algérie      | m.t                   |
| 6e                    | Andreas Keuser          | Allemagne             | Massi-Kuwait Project  | + 57 s                |
| 7e                    | Jean-Claude Uwizeye     | Rwanda                | Équipe du Rwanda      | + 1 min 5 s           |
| 8e                    | Paulius Šiškevičius     | Lituanie              | Staki-Baltik Vairas   | + 1 min 14 s          |
| 9e                    | Abdelkader Belmokhtar   | Algérie               | Cevital               | + 2 min 6 s           |
| 10e                   | Christian Haas          | Autriche              | Arbo Denzel Cliff     | + 2 min 12 s          |
| modifier              |                         |                       |                       |                       |

| Classement général | Classement général      | Classement général | Classement général  | Classement général |
|                    | Coureur                 | Pays               | Équipe              | Temps              |
| ------------------ | ----------------------- | ------------------ | ------------------- | ------------------ |
| 1er                | Luca Wackermann         | Italie             | Al Nasr Dubaï       | en 9 h 10 min 8 s  |
| 2e                 | Joseph Areruya          | Rwanda             | Équipe du Rwanda    | + 4 min 0 s        |
| 3e                 | Essaïd Abelouache       | Maroc              | Al Nasr Dubaï       | + 4 min 3 s        |
| 4e                 | Adil Barbari            | Algérie            | Al Nasr Dubaï       | + 5 min 8 s        |
| 5e                 | Abdelkader Belmokhtar   | Algérie            | Cevital             | m.t                |
| 6e                 | Tesfom Okubamariam      | Érythrée           | Équipe d'Érythrée   | + 6 min 7 s        |
| 7e                 | Paulius Šiškevičius     | Lituanie           | Staki-Baltik Vairas | + 6 min 17 s       |
| 8e                 | Patrick Byukusenge      | Rwanda             | Équipe du Rwanda    | + 6 min 36 s       |
| 9e                 | Abderrahmane Bechlaghem | Algérie            | Équipe d'Algérie    | + 6 min 47 s       |
| 10e                | Jean-Claude Uwizeye     | Rwanda             | Équipe du Rwanda    | + 7 min 41 s       |
| modifier           |                         |                    |                     |                    |

### Tour international de Sétif

#### 1reétape
| Classement de l'étape | Classement de l'étape | Classement de l'étape | Classement de l'étape | Classement de l'étape |
|                       | Coureur               | Pays                  | Équipe                | Temps                 |
| --------------------- | --------------------- | --------------------- | --------------------- | --------------------- |
| 1er                   | Tomas Vaitkus         | Lituanie              | Al Nasr Dubaï         | en 3 h 32 min 16 s    |
| 2e                    | Essaïd Abelouache     | Maroc                 | Al Nasr Dubaï         | m.t                   |
| 3e                    | Nassim Saidi          | Algérie               | Équipe d'Algérie      | m.t                   |
| 4e                    | Abdellah Benyoucef    | Algérie               | Cevital               | m.t                   |
| 5e                    | Abderrahmane Mansouri | Algérie               | Ooredoo               | m.t                   |
| 6e                    | Ali Nouisri           | Tunisie               | Équipe de Tunisie     | m.t                   |
| 7e                    | Ayoub Karrar          | Algérie               | Cevital               | m.t                   |
| 8e                    | Axel Costa            | Espagne               | Massi-Kuwait Project  | m.t                   |
| 9e                    | Luca Wackermann       | Italie                | Al Nasr Dubaï         | m.t                   |
| 10e                   | Hamza Fatnassi        | Tunisie               | Équipe de Tunisie     | m.t                   |
| modifier              |                       |                       |                       |                       |

| Classement général | Classement général    | Classement général | Classement général   | Classement général |
|                    | Coureur               | Pays               | Équipe               | Temps              |
| ------------------ | --------------------- | ------------------ | -------------------- | ------------------ |
| 1er                | Tomas Vaitkus         | Lituanie           | Al Nasr Dubaï        | en 3 h 32 min 16 s |
| 2e                 | Essaïd Abelouache     | Maroc              | Al Nasr Dubaï        | m.t                |
| 3e                 | Nassim Saidi          | Algérie            | Équipe d'Algérie     | m.t                |
| 4e                 | Abdellah Benyoucef    | Algérie            | Cevital              | m.t                |
| 5e                 | Abderrahmane Mansouri | Algérie            | Ooredoo              | m.t                |
| 6e                 | Ali Nouisri           | Tunisie            | Équipe de Tunisie    | m.t                |
| 7e                 | Ayoub Karrar          | Algérie            | Cevital              | m.t                |
| 8e                 | Axel Costa            | Espagne            | Massi-Kuwait Project | m.t                |
| 9e                 | Luca Wackermann       | Italie             | Al Nasr Dubaï        | m.t                |
| 10e                | Hamza Fatnassi        | Tunisie            | Équipe de Tunisie    | m.t                |
| modifier           |                       |                    |                      |                    |

#### 2eétape
| Classement de l'étape | Classement de l'étape | Classement de l'étape | Classement de l'étape | Classement de l'étape |
|                       | Coureur               | Pays                  | Équipe                | Temps                 |
| --------------------- | --------------------- | --------------------- | --------------------- | --------------------- |
| 1er                   | Essaïd Abelouache     | Maroc                 | Al Nasr Dubaï         | en 2 h 56 min 16 s    |
| 2e                    | Tomas Vaitkus         | Lituanie              | Al Nasr Dubaï         | m.t                   |
| 3e                    | Adil Barbari          | Algérie               | Al Nasr Dubaï         | m.t                   |
| 4e                    | Luca Wackermann       | Italie                | Al Nasr Dubaï         | m.t                   |
| 5e                    | Joseph Areruya        | Rwanda                | Équipe du Rwanda      | + 4 min 45 s          |
| 6e                    | Mehari Tesfatsion     | Érythrée              | Équipe d'Érythrée     | + 4 min 47 s          |
| 7e                    | Axel Costa            | Espagne               | Massi-Kuwait Project  | + 4 min 53 s          |
| 8e                    | Amanuel Tsegay        | Érythrée              | Équipe d'Érythrée     | + 5 min 10 s          |
| 9e                    | Abderrahmane Mansouri | Algérie               | Ooredoo               | + 5 min 18 s          |
| 10e                   | Elias Afewerki        | Érythrée              | Équipe d'Érythrée     | + 6 min 8 s           |
| modifier              |                       |                       |                       |                       |

| Classement général | Classement général    | Classement général | Classement général   | Classement général |
|                    | Coureur               | Pays               | Équipe               | Temps              |
| ------------------ | --------------------- | ------------------ | -------------------- | ------------------ |
| 1er                | Essaïd Abelouache     | Maroc              | Al Nasr Dubaï        | en 6 h 28 min 32 s |
| 2e                 | Tomas Vaitkus         | Lituanie           | Al Nasr Dubaï        | m.t                |
| 3e                 | Luca Wackermann       | Italie             | Al Nasr Dubaï        | m.t                |
| 4e                 | Adil Barbari          | Algérie            | Al Nasr Dubaï        | m.t                |
| 5e                 | Joseph Areruya        | Rwanda             | Équipe du Rwanda     | + 4 min 45 s       |
| 6e                 | Mehari Tesfatsion     | Érythrée           | Équipe d'Érythrée    | + 4 min 47 s       |
| 7e                 | Axel Costa            | Espagne            | Massi-Kuwait Project | + 4 min 53 s       |
| 8e                 | Amanuel Tsegay        | Érythrée           | Équipe d'Érythrée    | + 5 min 10 s       |
| 9e                 | Abderrahmane Mansouri | Algérie            | Ooredoo              | + 5 min 18 s       |
| 10e                | Elias Afewerki        | Érythrée           | Équipe d'Érythrée    | + 6 min 8 s        |
| modifier           |                       |                    |                      |                    |

#### 3eétape
| Classement de l'étape | Classement de l'étape | Classement de l'étape | Classement de l'étape | Classement de l'étape |
|                       | Coureur               | Pays                  | Équipe                | Temps                 |
| --------------------- | --------------------- | --------------------- | --------------------- | --------------------- |
| 1er                   | Adil Barbari          | Algérie               | Al Nasr Dubaï         | en 3 h 26 min 7 s     |
| 2e                    | Essaïd Abelouache     | Maroc                 | Al Nasr Dubaï         | m.t                   |
| 3e                    | Tomas Vaitkus         | Lituanie              | Al Nasr Dubaï         | + 7 s                 |
| 4e                    | Luca Wackermann       | Italie                | Al Nasr Dubaï         | m.t                   |
| 5e                    | Ali Nouisri           | Tunisie               | Équipe de Tunisie     | + 9 s                 |
| 6e                    | Tesfom Okubamariam    | Érythrée              | Équipe d'Érythrée     | + 7 min 19 s          |
| 7e                    | Joseph Areruya        | Rwanda                | Équipe du Rwanda      | + 7 min 27 s          |
| 8e                    | Elias Afewerki        | Érythrée              | Équipe d'Érythrée     | m.t                   |
| 9e                    | Mehari Tesfatsion     | Érythrée              | Équipe d'Érythrée     | m.t                   |
| 10e                   | Ayoub Karrar          | Algérie               | Cevital               | + 7 min 29 s          |
| modifier              |                       |                       |                       |                       |

| Classement général | Classement général    | Classement général | Classement général | Classement général |
|                    | Coureur               | Pays               | Équipe             | Temps              |
| ------------------ | --------------------- | ------------------ | ------------------ | ------------------ |
| 1er                | Essaïd Abelouache     | Maroc              | Al Nasr Dubaï      | en 9 h 54 min 39 s |
| 2e                 | Adil Barbari          | Algérie            | Al Nasr Dubaï      | m.t                |
| 3e                 | Tomas Vaitkus         | Lituanie           | Al Nasr Dubaï      | + 7 s              |
| 4e                 | Luca Wackermann       | Italie             | Al Nasr Dubaï      | m.t                |
| 5e                 | Ali Nouisri           | Tunisie            | Équipe de Tunisie  | + 6 min 26 s       |
| 6e                 | Joseph Areruya        | Rwanda             | Équipe du Rwanda   | + 12 min 12 s      |
| 7e                 | Mehari Tesfatsion     | Érythrée           | Équipe d'Érythrée  | + 12 min 14 s      |
| 8e                 | Abderrahmane Mansouri | Algérie            | Ooredoo            | + 13 min 5 s       |
| 9e                 | Tesfom Okubamariam    | Érythrée           | Équipe d'Érythrée  | + 13 min 27 s      |
| 10e                | Elias Afewerki        | Érythrée           | Équipe d'Érythrée  | + 13 min 35 s      |
| modifier           |                       |                    |                    |                    |

#### 4eétape
| Classement de l'étape | Classement de l'étape | Classement de l'étape | Classement de l'étape | Classement de l'étape |
|                       | Coureur               | Pays                  | Équipe                | Temps                 |
| --------------------- | --------------------- | --------------------- | --------------------- | --------------------- |
| 1er                   | Tomas Vaitkus         | Lituanie              | Al Nasr Dubaï         | en 2 h 45 min 44 s    |
| 2e                    | Tesfom Okubamariam    | Érythrée              | Équipe d'Érythrée     | + 1 s                 |
| 3e                    | Abderrahmane Mansouri | Algérie               | Ooredoo               | m.t                   |
| 4e                    | Nassim Saidi          | Algérie               | Équipe d'Algérie      | m.t                   |
| 5e                    | Jean-Claude Uwizeye   | Rwanda                | Équipe du Rwanda      | m.t                   |
| 6e                    | Essaïd Abelouache     | Maroc                 | Al Nasr Dubaï         | m.t                   |
| 7e                    | Adil Barbari          | Algérie               | Al Nasr Dubaï         | m.t                   |
| 8e                    | Joseph Areruya        | Rwanda                | Équipe du Rwanda      | m.t                   |
| 9e                    | Patrick Byukusenge    | Rwanda                | Équipe du Rwanda      | m.t                   |
| 10e                   | Mehari Tesfatsion     | Érythrée              | Équipe d'Érythrée     | m.t                   |
| modifier              |                       |                       |                       |                       |

| Classement général | Classement général    | Classement général | Classement général | Classement général  |
|                    | Coureur               | Pays               | Équipe             | Temps               |
| ------------------ | --------------------- | ------------------ | ------------------ | ------------------- |
| 1er                | Essaïd Abelouache     | Maroc              | Al Nasr Dubaï      | en 12 h 40 min 24 s |
| 2e                 | Adil Barbari          | Algérie            | Al Nasr Dubaï      | m.t                 |
| 3e                 | Tomas Vaitkus         | Lituanie           | Al Nasr Dubaï      | + 6 s               |
| 4e                 | Luca Wackermann       | Italie             | Al Nasr Dubaï      | + 34 s              |
| 5e                 | Ali Nouisri           | Tunisie            | Équipe de Tunisie  | + 7 min 3 s         |
| 6e                 | Joseph Areruya        | Rwanda             | Équipe du Rwanda   | + 12 min 12 s       |
| 7e                 | Mehari Tesfatsion     | Érythrée           | Équipe d'Érythrée  | + 12 min 14 s       |
| 8e                 | Abderrahmane Mansouri | Algérie            | Ooredoo            | + 13 min 5 s        |
| 9e                 | Tesfom Okubamariam    | Érythrée           | Équipe d'Érythrée  | + 13 min 27 s       |
| 10e                | Elias Afewerki        | Érythrée           | Équipe d'Érythrée  | + 13 min 35 s       |
| modifier           |                       |                    |                    |                     |

### Critérium international de Sétif
| Classement général | Classement général    | Classement général | Classement général | Classement général |
|                    | Coureur               | Pays               | Équipe             | Temps              |
| ------------------ | --------------------- | ------------------ | ------------------ | ------------------ |
| 1er                | Adil Barbari          | Algérie            | Al Nasr Dubaï      | en 1 h 40 min 51 s |
| 2e                 | Abdelkader Belmokhtar | Algérie            | GS Pétroliers      | m.t                |
| 3e                 | Abdelbasset Hannachi  | Algérie            | GS Pétroliers      | + 57 s             |
| 4e                 | Tomas Vaitkus         | Lituanie           | Al Nasr Dubaï      | m.t                |
| 5e                 | Yacine Hamza          | Algérie            | GS Pétroliers      | m.t                |
| 6e                 | Abderrahmane Mansouri | Algérie            | Ooredoo            | m.t                |
| 7e                 | Aron Debretsion       | Érythrée           | Équipe d'Érythrée  | m.t                |
| 8e                 | Oussama Mansouri      | Algérie            | Ooredoo            | m.t                |
| 9e                 | Islam Mansouri        | Algérie            | Ooredoo            | + 1 min 2 s        |
| 10e                | Elias Afewerki        | Érythrée           | Équipe d'Érythrée  | m.t                |
| modifier           |                       |                    |                    |                    |

### Tour international d'Annaba

#### 1reétape
| Classement de l'étape | Classement de l'étape | Classement de l'étape | Classement de l'étape | Classement de l'étape |
|                       | Coureur               | Pays                  | Équipe                | Temps                 |
| --------------------- | --------------------- | --------------------- | --------------------- | --------------------- |
| 1er                   | Adil Barbari          | Algérie               | Al Nasr Dubaï         | en 2 h 8 min 30 s     |
| 2e                    | Luca Wackermann       | Italie                | Al Nasr Dubaï         | m.t                   |
| 3e                    | Abdellah Benyoucef    | Algérie               | Cevital               | + 52 s                |
| 4e                    | Abderrahmane Mansouri | Algérie               | Ooredoo               | + 1 min 0 s           |
| 5e                    | Mohamed Bouzidi       | Algérie               | Cevital               | m.t                   |
| 6e                    | Joseph Biziyaremye    | Rwanda                | Équipe du Rwanda      | + 1 min 3 s           |
| 7e                    | Essaïd Abelouache     | Maroc                 | Al Nasr Dubaï         | + 1 min 10 s          |
| 8e                    | Mohamed Belabessi     | Algérie               | Vélo Club Sovac       | m.t                   |
| 9e                    | Elias Afewerki        | Érythrée              | Équipe d'Érythrée     | m.t                   |
| 10e                   | Azzedine Lagab        | Algérie               | Équipe d'Algérie      | m.t                   |
| modifier              |                       |                       |                       |                       |

| Classement général | Classement général    | Classement général | Classement général | Classement général |
|                    | Coureur               | Pays               | Équipe             | Temps              |
| ------------------ | --------------------- | ------------------ | ------------------ | ------------------ |
| 1er                | Adil Barbari          | Algérie            | Al Nasr Dubaï      | en 2 h 8 min 30 s  |
| 2e                 | Luca Wackermann       | Italie             | Al Nasr Dubaï      | m.t                |
| 3e                 | Abdellah Benyoucef    | Algérie            | Cevital            | + 52 s             |
| 4e                 | Abderrahmane Mansouri | Algérie            | Ooredoo            | + 1 min 10 s       |
| 5e                 | Mohamed Bouzidi       | Algérie            | Cevital            | m.t                |
| 6e                 | Joseph Biziyaremye    | Rwanda             | Équipe du Rwanda   | + 1 min 3 s        |
| 7e                 | Essaïd Abelouache     | Maroc              | Al Nasr Dubaï      | + 1 min 10 s       |
| 8e                 | Mohamed Belabessi     | Algérie            | Vélo Club Sovac    | m.t                |
| 9e                 | Elias Afewerki        | Érythrée           | Équipe d'Érythrée  | m.t                |
| 10e                | Azzedine Lagab        | Algérie            | Équipe d'Algérie   | m.t                |
| modifier           |                       |                    |                    |                    |

#### 2eétape
| Classement de l'étape | Classement de l'étape | Classement de l'étape | Classement de l'étape | Classement de l'étape |
|                       | Coureur               | Pays                  | Équipe                | Temps                 |
| --------------------- | --------------------- | --------------------- | --------------------- | --------------------- |
| 1er                   | Luca Wackermann       | Italie                | Al Nasr Dubaï         | en 3 h 22 min 53 s    |
| 2e                    | Nassim Saidi          | Algérie               | Équipe d'Algérie      | m.t                   |
| 3e                    | Jesús Alberto Rubio   | Espagne               | Al Nasr Dubaï         | + 7 s                 |
| 4e                    | Essaïd Abelouache     | Maroc                 | Al Nasr Dubaï         | + 12 s                |
| 5e                    | Abderrahmane Mansouri | Algérie               | Ooredoo               | m.t                   |
| 6e                    | Yacine Hamza          | Algérie               | Ooredoo               | m.t                   |
| 7e                    | Abdelkader Belmokhtar | Algérie               | Cevital               | m.t                   |
| 8e                    | Adil Barbari          | Algérie               | Al Nasr Dubaï         | m.t                   |
| 9e                    | Tomas Vaitkus         | Lituanie              | Al Nasr Dubaï         | + 16 s                |
| 10e                   | Abdelbasset Hannachi  | Algérie               | Cevital               | + 40 s                |
| modifier              |                       |                       |                       |                       |

| Classement général | Classement général    | Classement général | Classement général | Classement général |
|                    | Coureur               | Pays               | Équipe             | Temps              |
| ------------------ | --------------------- | ------------------ | ------------------ | ------------------ |
| 1er                | Luca Wackermann       | Italie             | Al Nasr Dubaï      | en 5 h 31 min 23 s |
| 2e                 | Adil Barbari          | Algérie            | Al Nasr Dubaï      | + 12 s             |
| 3e                 | Abderrahmane Mansouri | Algérie            | Ooredoo            | + 1 min 12 s       |
| 4e                 | Essaïd Abelouache     | Maroc              | Al Nasr Dubaï      | + 1 min 22 s       |
| 5e                 | Abdelkader Belmokhtar | Algérie            | Cevital            | + 1 min 30 s       |
| 6e                 | Abdellah Benyoucef    | Algérie            | Cevital            | + 1 min 32 s       |
| 7e                 | Mohamed Bouzidi       | Algérie            | Cevital            | + 1 min 40 s       |
| 8e                 | Joseph Biziyaremye    | Rwanda             | Équipe du Rwanda   | + 1 min 43 s       |
| 9e                 | Elias Afewerki        | Érythrée           | Équipe d'Érythrée  | + 1 min 50 s       |
| 10e                | Mohamed Belabessi     | Algérie            | Vélo Club Sovac    | m.t                |
| modifier           |                       |                    |                    |                    |

#### 3eétape
| Classement de l'étape | Classement de l'étape | Classement de l'étape | Classement de l'étape | Classement de l'étape |
|                       | Coureur               | Pays                  | Équipe                | Temps                 |
| --------------------- | --------------------- | --------------------- | --------------------- | --------------------- |
| 1er                   | Adil Barbari          | Algérie               | Al Nasr Dubaï         | en 3 h 4 min 5 s      |
| 2e                    | Abdelbasset Hannachi  | Algérie               | Cevital               | m.t                   |
| 3e                    | Nassim Saidi          | Algérie               | Équipe d'Algérie      | m.t                   |
| 4e                    | Tomas Vaitkus         | Lituanie              | Al Nasr Dubaï         | m.t                   |
| 5e                    | Aron Debretsion       | Érythrée              | Équipe d'Érythrée     | m.t                   |
| 6e                    | Abderrahmane Mansouri | Algérie               | Ooredoo               | m.t                   |
| 7e                    | Abdellah Benyoucef    | Algérie               | Cevital               | m.t                   |
| 8e                    | Luca Wackermann       | Italie                | Al Nasr Dubaï         | + 4 s                 |
| 9e                    | Jesús Alberto Rubio   | Espagne               | Al Nasr Dubaï         | + 19 s                |
| 10e                   | Elias Afewerki        | Érythrée              | Équipe d'Érythrée     | m.t                   |
| modifier              |                       |                       |                       |                       |

| Classement général | Classement général    | Classement général | Classement général | Classement général |
|                    | Coureur               | Pays               | Équipe             | Temps              |
| ------------------ | --------------------- | ------------------ | ------------------ | ------------------ |
| 1er                | Luca Wackermann       | Italie             | Al Nasr Dubaï      | en 8 h 35 min 22 s |
| 2e                 | Adil Barbari          | Algérie            | Al Nasr Dubaï      | + 8 s              |
| 3e                 | Abderrahmane Mansouri | Algérie            | Ooredoo            | + 1 min 8 s        |
| 4e                 | Abdellah Benyoucef    | Algérie            | Cevital            | + 1 min 28 s       |
| 5e                 | Mohamed Bouzidi       | Algérie            | Cevital            | + 2 min 0 s        |
| 6e                 | Elias Afewerki        | Érythrée           | Équipe d'Érythrée  | + 2 min 5 s        |
| 7e                 | Essaïd Abelouache     | Maroc              | Al Nasr Dubaï      | + 2 min 54 s       |
| 8e                 | Joseph Biziyaremye    | Rwanda             | Équipe du Rwanda   | + 3 min 3 s        |
| 9e                 | Mohamed Belabessi     | Algérie            | Vélo Club Sovac    | + 3 min 10 s       |
| 10e                | Nassim Saidi          | Algérie            | Équipe d'Algérie   | + 3 min 51 s       |
| modifier           |                       |                    |                    |                    |

#### 4eétape
| Classement de l'étape | Classement de l'étape | Classement de l'étape | Classement de l'étape | Classement de l'étape |
|                       | Coureur               | Pays                  | Équipe                | Temps                 |
| --------------------- | --------------------- | --------------------- | --------------------- | --------------------- |
| 1er                   | Essaïd Abelouache     | Maroc                 | Al Nasr Dubaï         | en 3 h 35 min 45 s    |
| 2e                    | Luca Wackermann       | Italie                | Al Nasr Dubaï         | + 4 s                 |
| 3e                    | Adil Barbari          | Algérie               | Al Nasr Dubaï         | + 8 s                 |
| 4e                    | Azzedine Lagab        | Algérie               | Équipe d'Algérie      | + 42 s                |
| 5e                    | Abderrahmane Mansouri | Algérie               | Ooredoo               | + 45 s                |
| 6e                    | Jean-Claude Uwizeye   | Rwanda                | Équipe du Rwanda      | + 1 min 3 s           |
| 7e                    | Jesús Alberto Rubio   | Espagne               | Al Nasr Dubaï         | + 3 min 0 s           |
| 8e                    | Abdelmalek Madani     | Algérie               | Équipe d'Algérie      | + 3 min 38 s          |
| 9e                    | Nassim Saidi          | Algérie               | Équipe d'Algérie      | m.t                   |
| 10e                   | Joseph Areruya        | Rwanda                | Équipe du Rwanda      | + 4 min 25 s          |
| modifier              |                       |                       |                       |                       |

| Classement général | Classement général    | Classement général | Classement général | Classement général  |
|                    | Coureur               | Pays               | Équipe             | Temps               |
| ------------------ | --------------------- | ------------------ | ------------------ | ------------------- |
| 1er                | Luca Wackermann       | Italie             | Al Nasr Dubaï      | en 11 h 29 min 20 s |
| 2e                 | Adil Barbari          | Algérie            | Al Nasr Dubaï      | + 12 s              |
| 3e                 | Abderrahmane Mansouri | Algérie            | Ooredoo            | + 1 min 49 s        |
| 4e                 | Essaïd Abelouache     | Maroc              | Al Nasr Dubaï      | + 2 min 50 s        |
| 5e                 | Jean-Claude Uwizeye   | Rwanda             | Équipe du Rwanda   | + 5 min 51 s        |
| 6e                 | Elias Afewerki        | Érythrée           | Équipe d'Érythrée  | + 6 min 42 s        |
| 7e                 | Jesús Alberto Rubio   | Espagne            | Al Nasr Dubaï      | + 7 min 10 s        |
| 8e                 | Nassim Saidi          | Algérie            | Équipe d'Algérie   | + 7 min 25 s        |
| 9e                 | Abdelmalek Madani     | Algérie            | Équipe d'Algérie   | + 8 min 4 s         |
| 10e                | Aron Debretsion       | Érythrée           | Équipe d'Érythrée  | + 9 min 16 s        |
| modifier           |                       |                    |                    |                     |

### Tour international de Constantine

#### 1reétape
| Classement de l'étape | Classement de l'étape | Classement de l'étape | Classement de l'étape | Classement de l'étape |
|                       | Coureur               | Pays                  | Équipe                | Temps                 |
| --------------------- | --------------------- | --------------------- | --------------------- | --------------------- |
| 1er                   | Adil Barbari          | Algérie               | Al Nasr Dubaï         | en 3 h 5 min 36 s     |
| 2e                    | Abdellah Benyoucef    | Algérie               | Cevital               | m.t                   |
| 3e                    | Tomas Vaitkus         | Lituanie              | Al Nasr Dubaï         | m.t                   |
| 4e                    | Jesús Alberto Rubio   | Espagne               | Al Nasr Dubaï         | + 45 s                |
| 5e                    | Essaïd Abelouache     | Maroc                 | Al Nasr Dubaï         | + 1 min 10 s          |
| 6e                    | Abdelkader Belmokhtar | Algérie               | Cevital               | + 1 min 21 s          |
| 7e                    | Yacine Hamza          | Algérie               | Ooredoo               | + 4 min 6 s           |
| 8e                    | Luca Wackermann       | Italie                | Al Nasr Dubaï         | + 5 min 40 s          |
| 9e                    | Jean-Claude Uwizeye   | Rwanda                | Équipe du Rwanda      | + 9 min 56 s          |
| 10e                   | Amanuel Tsegay        | Érythrée              | Équipe d'Érythrée     | m.t                   |
| modifier              |                       |                       |                       |                       |

| Classement général | Classement général    | Classement général | Classement général | Classement général |
|                    | Coureur               | Pays               | Équipe             | Temps              |
| ------------------ | --------------------- | ------------------ | ------------------ | ------------------ |
| 1er                | Adil Barbari          | Algérie            | Al Nasr Dubaï      | en 3 h 5 min 36 s  |
| 2e                 | Abdellah Benyoucef    | Algérie            | Cevital            | m.t                |
| 3e                 | Tomas Vaitkus         | Lituanie           | Al Nasr Dubaï      | m.t                |
| 4e                 | Jesús Alberto Rubio   | Espagne            | Al Nasr Dubaï      | + 45 s             |
| 5e                 | Essaïd Abelouache     | Maroc              | Al Nasr Dubaï      | + 1 min 10 s       |
| 6e                 | Abdelkader Belmokhtar | Algérie            | Cevital            | + 1 min 21 s       |
| 7e                 | Yacine Hamza          | Algérie            | Ooredoo            | + 4 min 6 s        |
| 8e                 | Luca Wackermann       | Italie             | Al Nasr Dubaï      | + 5 min 40 s       |
| 9e                 | Jean-Claude Uwizeye   | Rwanda             | Équipe du Rwanda   | + 9 min 56 s       |
| 10e                | Amanuel Tsegay        | Érythrée           | Équipe d'Érythrée  | m.t                |
| modifier           |                       |                    |                    |                    |

#### 2eétape
| Classement de l'étape | Classement de l'étape | Classement de l'étape | Classement de l'étape | Classement de l'étape |
|                       | Coureur               | Pays                  | Équipe                | Temps                 |
| --------------------- | --------------------- | --------------------- | --------------------- | --------------------- |
| 1er                   | Jesús Alberto Rubio   | Espagne               | Al Nasr Dubaï         | en 3 h 47 min 54 s    |
| 2e                    | Essaïd Abelouache     | Maroc                 | Al Nasr Dubaï         | m.t                   |
| 3e                    | Tomas Vaitkus         | Lituanie              | Al Nasr Dubaï         | m.t                   |
| 4e                    | Yacine Hamza          | Algérie               | Ooredoo               | + 5 min 1 s           |
| 5e                    | Joseph Areruya        | Rwanda                | Équipe du Rwanda      | m.t                   |
| 6e                    | Adil Barbari          | Algérie               | Al Nasr Dubaï         | m.t                   |
| 7e                    | Abdellah Benyoucef    | Algérie               | Cevital               | + 5 min 7 s           |
| 8e                    | Abdelkader Belmokhtar | Algérie               | Cevital               | + 5 min 10 s          |
| 9e                    | Amanuel Tsegay        | Érythrée              | Équipe d'Érythrée     | + 22 min 27 s         |
| 10e                   | Nabil Baz             | Algérie               | Cevital               | + 22 min 29 s         |
| modifier              |                       |                       |                       |                       |

| Classement général | Classement général    | Classement général | Classement général | Classement général |
|                    | Coureur               | Pays               | Équipe             | Temps              |
| ------------------ | --------------------- | ------------------ | ------------------ | ------------------ |
| 1er                | Tomas Vaitkus         | Lituanie           | Al Nasr Dubaï      | en 6 h 53 min 30 s |
| 2e                 | Jesús Alberto Rubio   | Espagne            | Al Nasr Dubaï      | + 45 s             |
| 3e                 | Essaïd Abelouache     | Maroc              | Al Nasr Dubaï      | + 1 min 10 s       |
| 4e                 | Adil Barbari          | Algérie            | Al Nasr Dubaï      | + 5 min 1 s        |
| 5e                 | Abdellah Benyoucef    | Algérie            | Cevital            | + 5 min 7 s        |
| 6e                 | Abdelkader Belmokhtar | Algérie            | Cevital            | + 6 min 31 s       |
| 7e                 | Yacine Hamza          | Algérie            | Ooredoo            | + 9 min 7 s        |
| 8e                 | Joseph Areruya        | Rwanda             | Équipe du Rwanda   | + 19 min 23 s      |
| 9e                 | Amanuel Tsegay        | Érythrée           | Équipe d'Érythrée  | + 32 min 23 s      |
| 10e                | Hazem Hussain         | Syrie              | Équipe de Syrie    | + 33 min 45 s      |
| modifier           |                       |                    |                    |                    |

#### 3eétape
| Classement de l'étape | Classement de l'étape | Classement de l'étape | Classement de l'étape | Classement de l'étape |
|                       | Coureur               | Pays                  | Équipe                | Temps                 |
| --------------------- | --------------------- | --------------------- | --------------------- | --------------------- |
| 1er                   | Adil Barbari          | Algérie               | Al Nasr Dubaï         | en 3 h 12 min 20 s    |
| 2e                    | Yacine Hamza          | Algérie               | Ooredoo               | m.t                   |
| 3e                    | Tesfom Okubamariam    | Érythrée              | Équipe d'Érythrée     | m.t                   |
| 4e                    | Essaïd Abelouache     | Maroc                 | Al Nasr Dubaï         | m.t                   |
| 5e                    | Nabil Baz             | Algérie               | Cevital               | m.t                   |
| 6e                    | Joseph Areruya        | Rwanda                | Équipe du Rwanda      | m.t                   |
| 7e                    | Youssef Srouji        | Syrie                 | Équipe de Syrie       | m.t                   |
| 8e                    | Abdellah Benyoucef    | Algérie               | Cevital               | m.t                   |
| 9e                    | Abdelkader Belmokhtar | Algérie               | Cevital               | m.t                   |
| 10e                   | Patrick Byukusenge    | Rwanda                | Équipe du Rwanda      | m.t                   |
| modifier              |                       |                       |                       |                       |

| Classement général | Classement général    | Classement général | Classement général  | Classement général |
|                    | Coureur               | Pays               | Équipe              | Temps              |
| ------------------ | --------------------- | ------------------ | ------------------- | ------------------ |
| 1er                | Tomas Vaitkus         | Lituanie           | Al Nasr Dubaï       | en 10 h 6 min 32 s |
| 2e                 | Jesús Alberto Rubio   | Espagne            | Al Nasr Dubaï       | + 45 s             |
| 3e                 | Essaïd Abelouache     | Maroc              | Al Nasr Dubaï       | + 1 min 10 s       |
| 4e                 | Adil Barbari          | Algérie            | Al Nasr Dubaï       | + 4 min 19 s       |
| 5e                 | Abdellah Benyoucef    | Algérie            | Cevital             | + 5 min 7 s        |
| 6e                 | Abdelkader Belmokhtar | Algérie            | Cevital             | + 6 min 31 s       |
| 7e                 | Yacine Hamza          | Algérie            | Ooredoo             | + 9 min 7 s        |
| 8e                 | Joseph Areruya        | Rwanda             | Équipe du Rwanda    | + 19 min 33 s      |
| 9e                 | Amanuel Tsegay        | Érythrée           | Équipe d'Érythrée   | + 32 min 23 s      |
| 10e                | Alex Silva Brea       | Espagne            | Speed Road Gomistar | + 34 min 6 s       |
| modifier           |                       |                    |                     |                    |

### Circuit international de Constantine
| Classement général | Classement général    | Classement général | Classement général | Classement général |
|                    | Coureur               | Pays               | Équipe             | Temps              |
| ------------------ | --------------------- | ------------------ | ------------------ | ------------------ |
| 1er                | Joseph Areruya        | Rwanda             | Équipe du Rwanda   | en 2 h 44 min 12 s |
| 2e                 | Essaïd Abelouache     | Maroc              | Al Nasr Dubaï      | + 1 min 25 s       |
| 3e                 | Abderrahmane Mansouri | Algérie            | Ooredoo            | + 1 min 42 s       |
| 4e                 | Jean-Claude Uwizeye   | Rwanda             | Équipe du Rwanda   | + 1 min 44 s       |
| 5e                 | Mehari Tesfatsion     | Érythrée           | Équipe d'Érythrée  | m.t                |
| 6e                 | Tesfom Okubamariam    | Érythrée           | Équipe d'Érythrée  | + 2 min 19 s       |
| 7e                 | Abderrahmane Hamza    | Algérie            | Cevital            | + 2 min 22 s       |
| 8e                 | Adil Barbari          | Algérie            | Al Nasr Dubaï      | + 2 min 38 s       |
| 9e                 | Azzedine Lagab        | Algérie            | Équipe d'Algérie   | m.t                |
| 10e                | Nabil Baz             | Algérie            | Cevital            | + 2 min 47 s       |
| modifier           |                       |                    |                    |                    |

## Liste des participants
- Liste de départ complète

| Légende                                | Légende                                                                                         | Légende                                | Légende                                                                                                  |
| -------------------------------------- | ----------------------------------------------------------------------------------------------- | -------------------------------------- | --- |
| Num                                    | Dossard de départ porté par le coureur sur ce Tour d'Algérie                                    | Pos                                    | Position finale au classement général                                                                    |
| Leader du classement général           | Indique le vainqueur du classement général                                                      | Leader du classement par points        | Indique le vainqueur du classement par points                                                            |
|                                        | Indique le vainqueur du classement meilleur grimpeur                                            | Leader du classement du meilleur jeune | Indique le vainqueur du classement des points chauds                                                     |
| Leader du classement du meilleur jeune | Indique le vainqueur du classement du meilleur jeune                                            |                                        | Indique un maillot de champion national ou mondial, suivi de sa spécialité                               |
| #                                      | Indique la meilleure équipe                                                                     | NP                                     | Indique un coureur qui n'a pas pris le départ d'une étape, suivi du numéro de l'étape où il s'est retiré |
| AB                                     | Indique un coureur qui n'a pas terminé une étape, suivi du numéro de l'étape où il s'est retiré | HD                                     | Indique un coureur qui a terminé une étape hors des délais, suivi du numéro de l'étape                   |
| *                                      | Indique un coureur en lice pour le maillot blanc (coureurs nés après le 1er janvier 1993)       |                                        | |

| Équipe nationale de Syrie SYR      | Équipe nationale de Syrie SYR | Équipe nationale de Syrie SYR |
| ---------------------------------- | ----------------------------- | ----------------------------- |
| Num                                | Coureur                       | Pos                           |
| 11                                 | Ahmad Alhag (SYR)*            |                               |
| 12                                 | Ali Ali (SYR)*                |                               |
| 13                                 | Abd latef Alsman (SYR)*       |                               |
| 14                                 | Sam Alhadid (SYR)*            |                               |
| 15                                 | Hazem Hussain (SYR)           |                               |
| 16                                 | Youssef Srouji (SYR)          |                               |
| Directeur sportif : Sergey Zibrouv |                               |                               |

| Équipe nationale du Rwanda RWA    | Équipe nationale du Rwanda RWA | Équipe nationale du Rwanda RWA |
| --------------------------------- | ------------------------------ | ------------------------------ |
| Num                               | Coureur                        | Pos                            |
| 21                                | Joseph Areruya (RWA)*          |                                |
| 22                                | Joseph Biziyaremye (RWA)       |                                |
| 23                                | Patrick Byukusenge (RWA)       |                                |
| 24                                | Jeremie Karegeya (RWA)         |                                |
| 25                                | Samuel Mugisha (RWA)*          |                                |
| 26                                | Jean-Claude Uwizeye (RWA)*     |                                |
| Directeur sportif : Félix Sempoma |                                |                                |

| Équipe nationale d'Érythrée ERI    | Équipe nationale d'Érythrée ERI | Équipe nationale d'Érythrée ERI |
| ---------------------------------- | ------------------------------- | ------------------------------- |
| Num                                | Coureur                         | Pos                             |
| 31                                 | Amanuel Tsegay (ERI)*           |                                 |
| 32                                 | Aron Debretsion (ERI)           |                                 |
| 33                                 | Elias Afewerki (ERI)            |                                 |
| 34                                 | Mehari Tesfatsion (ERI)*        |                                 |
| 35                                 | Million Amanuel (ERI)           |                                 |
| 36                                 | Tesfom Okubamariam (ERI)        |                                 |
| Directeur sportif : Samsom Solomon |                                 |                                 |

| Al Nasr Dubaï ANS                    | Al Nasr Dubaï ANS         | Al Nasr Dubaï ANS |
| ------------------------------------ | ------------------------- | ----------------- |
| Num                                  | Coureur                   | Pos               |
| 41                                   | Yousif Mirza (UAE)        |                   |
| 42                                   | Essaïd Abelouache (MAR)   |                   |
| 43                                   | Jesús Alberto Rubio (ESP) |                   |
| 44                                   | Adil Barbari (ALG)        |                   |
| 45                                   | Luca Wackermann (ITA)     |                   |
| 46                                   | Tomas Vaitkus (LTU)       |                   |
| Directeur sportif : Mario Villasevil |                           |                   |

| Speed Road Gomistar SRG               | Speed Road Gomistar SRG | Speed Road Gomistar SRG |
| ------------------------------------- | ----------------------- | ----------------------- |
| Num                                   | Coureur                 | Pos                     |
| 51                                    | Rafael Antunes (POR)*   |                         |
| 52                                    | Alex Silva Brea (ESP)   |                         |
| 53                                    | Oscar Justo (ESP)*      |                         |
| 54                                    | Gabriel Sánchez (ESP)   |                         |
| Directeur sportif : Enrique Salgueiro |                         |                         |

| Équipe nationale d'Algérie ALG       | Équipe nationale d'Algérie ALG   | Équipe nationale d'Algérie ALG |
| ------------------------------------ | -------------------------------- | ------------------------------ |
| Num                                  | Coureur                          | Pos                            |
| 61                                   | Abderrahmane Bechlaghem (ALG)*   |                                |
| 62                                   | Nassim Saidi (ALG)*              |                                |
| 63                                   | Abdelmalek Madani (ALG)          |                                |
| 64                                   | Mouadh Betira (ALG)              |                                |
| 65                                   | Djilali Benchida (ALG)*          |                                |
| 66                                   | Mohamed El Mahdi Segouini (ALG)* |                                |
| Directeur sportif : Abdennour Bendib |                                  |                                |

| Cevital CEV                     | Cevital CEV                 | Cevital CEV |
| ------------------------------- | --------------------------- | ----------- |
| Num                             | Coureur                     | Pos         |
| 71                              | Ismail Lallouchi (ALG)      |             |
| 72                              | Abdelkader Belmokhtar (ALG) |             |
| 73                              | Abdelbasset Hannachi (ALG)  |             |
| 74                              | Mahdi Tigrine (ALG)         |             |
| 75                              | Abderrahmane Hamza (ALG)    |             |
| 76                              | Abdellah Benyoucef (ALG)    |             |
| Directeur sportif : Malek Hamza |                             |             |

| Ooredoo OOR                        | Ooredoo OOR                          | Ooredoo OOR |
| ---------------------------------- | ------------------------------------ | ----------- |
| Num                                | Coureur                              | Pos         |
| 81                                 | Yacine Hamza (ALG)*                  |             |
| 82                                 | Oussama Mansouri (ALG)*              |             |
| 83                                 | Abderrahmane Mansouri (ALG)* (Route) |             |
| 84                                 | Zoheir Benyoub (ALG)*                |             |
| 85                                 | Islam Mansouri (ALG)*                |             |
| 86                                 | Hicham Mokhtari (ALG)*               |             |
| Directeur sportif : Djamel Tamanit |                                      |             |

| Massi-Kuwait Project KCP             | Massi-Kuwait Project KCP | Massi-Kuwait Project KCP |
| ------------------------------------ | ------------------------ | ------------------------ |
| Num                                  | Coureur                  | Pos                      |
| 101                                  | Dominic Schils (GBR)     |                          |
| 102                                  | David Clarke (GBR)       |                          |
| 103                                  | Axel Costa (ESP)*        |                          |
| 104                                  | Andreas Keuser (GER)     |                          |
| 105                                  | Marc Vilanova (ESP)      |                          |
| Directeur sportif : Karsten Kennecke |                          |                          |

| Staki-Baltik Vairas SBT                 | Staki-Baltik Vairas SBT   | Staki-Baltik Vairas SBT |
| --------------------------------------- | ------------------------- | ----------------------- |
| Num                                     | Coureur                   | Pos                     |
| 111                                     | Darijus Džervus (LTU)     |                         |
| 112                                     | Martynas Maniušis (LTU)   |                         |
| 113                                     | Mykolas Račiūnas (LTU)*   |                         |
| 114                                     | Paulius Šiškevičius (LTU) |                         |
| 115                                     | Jonas Ališauskas (LTU)*   |                         |
| 116                                     | Airidas Videika (LTU)*    |                         |
| Directeur sportif : Deividas Vileniškis |                           |                         |

| Arbo Denzel Cliff ADC            | Arbo Denzel Cliff ADC    | Arbo Denzel Cliff ADC |
| -------------------------------- | ------------------------ | --------------------- |
| Num                              | Coureur                  | Pos                   |
| 121                              | Alexander Durager (AUT)  |                       |
| 122                              | Stefan Etzlstorfer (AUT) |                       |
| 123                              | Christian Haas (AUT)     |                       |
| 124                              | Rupert Hoedlmoser (AUT)  |                       |
| 125                              | Wolfgang Tenor (AUT)     |                       |
| 126                              | Daniel Reiter (AUT)      |                       |
| Directeur sportif : Farouk Hamza |                          |                       |

| Vélo Club Sovac SOV             | Vélo Club Sovac SOV       | Vélo Club Sovac SOV |
| ------------------------------- | ------------------------- | ------------------- |
| Num                             | Coureur                   | Pos                 |
| 131                             | Mohamed Belabessi (ALG)*  |                     |
| 132                             | Bilal Saada (ALG)         |                     |
| 133                             | Sid Ali Fellah (ALG)      |                     |
| 134                             | Fayçal Hamza (ALG)        |                     |
| 135                             | Hichem Amari (ALG)*       |                     |
| 136                             | Mohamed Kamel Hamza (ALG) |                     |
| Directeur sportif : Feres Allik |                           |                     |

| Équipe nationale de Tunisie TUN | Équipe nationale de Tunisie TUN | Équipe nationale de Tunisie TUN |
| ------------------------------- | ------------------------------- | ------------------------------- |
| Num                             | Coureur                         | Pos                             |
| 91                              | Karim Chikhaoui (TUN)*          |                                 |
| 92                              | Aymen Ben Hssine (TUN)          |                                 |
| 93                              | Hassen Ben Nasser (TUN)         |                                 |
| 94                              | Hamza Fatnassi (TUN)*           |                                 |
| 95                              | Ali Nouisri (TUN)*              |                                 |
| 96                              | Moetez Mzjri (TUN)              |                                 |
| Directeur sportif : Ali Mraihi  |                                 |                                 |

| El Majd ELM                        | El Majd ELM               | El Majd ELM |
| ---------------------------------- | ------------------------- | ----------- |
| Num                                | Coureur                   | Pos         |
| 151                                | Walid Kebaili (ALG)       |             |
| 152                                | Walid Rabeh (ALG)*        |             |
| 153                                | Hocine Bengayou (ALG)*    |             |
| 154                                | Abderezak Benarbia (ALG)* |             |
| 155                                | Elyes Charif (ALG)*       |             |
| Directeur sportif : Moohamed Allab |                           |             |